# Samantha Stosur
Samantha Stosur (født 30. marts 1984 i Brisbane, Queensland, Australien) er en professionel tennisspiller fra Australien.